# Paràlisi cerebral
La paràlisi cerebral és un terme que engloba a totes les paràlisis no progressives degudes a una lesió cerebral permanent produïda abans, durant o després del naixement. Entre 0,1 i 0,2% dels nadons pateixen alguna forma de paràlisi cerebral; en el cas de nadons prematurs o de baix pes, aquesta xifra augmenta a l'1%. La causa específica de la major part dels casos de paràlisi cerebral és desconeguda. La lesió cerebral pot produir-se abans, durant o al cap de poc del naixement. Els factors prenatals que s'han relacionat són les infeccions maternes (sobretot la rubèola), la radiació, l'anòxia (dèficit d'oxigen), la toxèmia i la diabetis materna. Les causes implicades en el moment del naixement són els parts traumàtics, l'anòxia, els parts prematurs i els parts múltiples (en aquest cas és el bebè nascut en últim lloc el que té més risc). El grup de causes postnatals inclou les infeccions i els tumors cerebrals, els traumatismes cranials, l'anòxia i les lesions vasculars cerebrals.

## Tipus de paràlisi
La paràlisi cerebral s'ha dividit en quatre categories principals: espàstica, atetósica, atàxica i les formes mixtes.
En la paràlisi cerebral espàstica, els músculs estan paralitzats i rígids; és la forma més freqüent, ja que suposa el 70% dels casos. L'hemiplegia, que afecta ambdues extremitats d'un costat, i la diplegia, que afecta les quatre extremitats però en major grau a les cames, són manifestacions freqüents. Els xiquets amb afectació lleu poden tenir una limitació només en certes activitats, com ara córrer.
La paràlisi atetòsica representa el 20% del total dels pacients amb paràlisi cerebral. Es caracteritza per moviments lents involuntaris de les extremitats o del tronc i l'arrel dels membres. Poden aparèixer també moviments violents semblants a què s'observen en pacients amb corea. Aquests dos tipus de moviments s'accentuen en situacions de tensió emocional i poden desaparèixer durant el son.
La paràlisi cerebral atàxica és poc freqüent (el 10% dels casos), i es caracteritza per debilitat i alteracions de l'equilibri i de la coordinació.
Les formes mixtes són freqüents i combinen aspectes de les anteriors. També són possibles alteracions de la visió, crisis convulsives i retard mental.

## Efectes de la paràlisi
Les persones amb paràlisi cerebral no poden controlar totalment o parcialment els seus moviments. Unes persones tenen afectat tot el cos, unes altres poden tenir dificultats només per parlar, caminar o per utilitzar les mans; unes altres seran incapaces d'asseure's sense suport o necessitaran ajuda per a la majoria de les tasques diàries. No hi ha dues persones amb paràlisi cerebral iguals.
Per qui té aquesta discapacitat, l'inici d'un moviment sovint desemboca en un altre involuntari, per la qual cosa és habitual desenvolupar patrons de moviment diferents dels que poden produir altres alteracions.

## Simptomes de la paràlisi
Una persona amb paràlisi cerebral pot tenir, en major o menor intensitat, algun o la majoria dels següents símptomes:
Discapacitat intel·lectual: en el 50% dels casos. Generalment associat a discordança verb-espacial. En el 39% dels casos la discapacitat intel·lectual és de nivell sever.
Crisis epilèptiques: en un 25-30% dels casos, associat sobretot a Hemiplegies o Tetraplegies severes, produint-se crisis generalitzades o parcials, impossibles de predir, i amb diferents intensitats. Poden començar a aparèixer tant en la infància com en la vida adulta, però en qualsevol cas es poden controlar amb medicació.
Trastorn de la visió i la motilitat ocular: dèficit visual per atròfia òptica, ceguesa d'origen central, hemianòpsia homònima (hemiplegia), pèrdua de visió binocular, estrabisme, defectes de refracció o nistagmes. De tots ells, el més comú és l'estrabisme (50% dels casos), que pot ser corregit amb ulleres o, en els casos més greus, amb una operació. Els problemes d'ulls més seriosos no abunden. Algunes persones poden tenir un defecte cortical, per la qual la part del cervell responsable de processar i interpretar les imatges no funciona correctament.
Trastorns de l'audició: Es donen en un 10-15% de les persones amb paràlisis cerebral severa, encara que el percentatge està baixant ostensiblement gràcies a la prevenció de la incompatibilitat fetus-materna.

## Tractament de la paràlisi
El principal objectiu en el tractament de la paràlisi cerebral és aconseguir que els pacients aconsegueixen el màxim grau d'independència dins de les limitacions imposades per la seua discapacitat motora i per la resta d'alteracions que presenten. En general, no es pot establir el grau d'afectació fins que el xiquet té aproximadament dos anys. La medicació pot millorar certs aspectes de la malaltia: els anticonvulsius per exemple són útils per a controlar les crisis epilèptiques. La fisioteràpia i la teràpia ocupacional, les crosses o altres aparells ortopèdics, la cirurgia ortopèdica, o la reeducació del llenguatge són ferramentes terapèutiques que poden ser necessàries en les distintes fases de la malaltia. Amb les cures i el tractament adequats, molts pacients de paràlisi cerebral poden tenir una qualitat de vida semblant a la de la resta de la població.